# Хронологија ФНРЈ и КПЈ децембар 1945.
Хронолошки преглед важнијих догађаја везаних за друштвено-политичка дешавања у Демократској Федеративној Југославији (ДФЈ) и деловање Комунистичке партије Југославије (КПЈ), као и општа политичка, друштвена, спортска и културна дешавања која су се догодила у току децембар месеца 1945. године.
| ← новембар | ← новембар | ← новембар | ← новембар | ← новембар | ← новембар | ← новембар | ← новембар | ← новембар | Хронологија ДФЈ и КПЈ током 1945. године | Хронологија ДФЈ и КПЈ током 1945. године | Хронологија ДФЈ и КПЈ током 1945. године | Хронологија ДФЈ и КПЈ током 1945. године | Хронологија ДФЈ и КПЈ током 1945. године | Хронологија ДФЈ и КПЈ током 1945. године | Хронологија ДФЈ и КПЈ током 1945. године | Хронологија ДФЈ и КПЈ током 1945. године | Хронологија ДФЈ и КПЈ током 1945. године | Хронологија ДФЈ и КПЈ током 1945. године | Хронологија ДФЈ и КПЈ током 1945. године | Хронологија ДФЈ и КПЈ током 1945. године | Хронологија ДФЈ и КПЈ током 1945. године | Хронологија ДФЈ и КПЈ током 1945. године | Хронологија ДФЈ и КПЈ током 1945. године | јануар '46. → | јануар '46. → | јануар '46. → | јануар '46. → | јануар '46. → | јануар '46. → | јануар '46. → |
| 1          | 2          | 3          | 4          | 5          | 6          | 7          | 8          | 9          | 10                                       | 11                                       | 12                                       | 13                                       | 14                                       | 15                                       | 16                                       | 17                                       | 18                                       | 19                                       | 20                                       | 21                                       | 22                                       | 23                                       | 24                                       | 25            | 26            | 27            | 28            | 29            | 30            | 31            |

### 1. децембар
- У Београду одржана седница Уставотворне скупштине на којој је изабрано Председништво Уставотворне скупштине на челу са др Иваном Рибаром, дотадашњим председником АВНОЈ-а, односно Привремене народне скупштине ДФЈ, док је за председника Савезне скупштине био изабран др Владимир Симић, а за председника Скупштине народа др Јосип Видмар. На истој седници Јосип Броз Тито је образложио оставку Привремене владе ДФЈ, која је прихваћена и одмах потом је изгласано поверење новој прелазној Влади.[1][2]

### 2. децембар
- На заједничкој седници оба дома Уставотворне скупштине ФНРЈ усвојен нацрт Устава ФНРЈ, који је потом дат грађанима на дискусију.[3][2]

### 19. децембар
- У Љубљани Словеначко народноослободилачко веће донело Закон о аграрној реформи и колонизацији и Закон о одузимању имања која обрађују најамници.[3]

### 27. децембар
- Одлуком Министарства пољопривреде Федералне Државе Србије основано је Земаљско пољопривредно добро „Панчевачки рит” са задатком да да снабдева Београд основним производима исхране. Ово пољопривредно добро је касније прерасло у Пољопривредни комбинат Београд (ПКБ).[3]